# Rwanda, les collines parlent
Pour plus de détails, voir Fiche technique et Distribution.
Rwanda, les collines parlent est un film documentaire belge de Bernard Bellefroid.

## Synopsis
Onze ans après le génocide, le film accompagne survivants et bourreaux avant et après les premiers procès populaires Gacaca où ils se retrouvent face à face. Il y a Obede, accusé d’avoir tué des enfants et dont la demande de pardon n’est qu’une stratégie cynique pour être libéré. Il y a Gahutu, qui n’a «aucun remords» et qui face à ses juges, parle toujours de «serpent» pour parler de ceux qu’on exterminait. Enfin, il y a François, obligé de tuer son propre frère pour pouvoir survivre et qui tente aujourd’hui de se réconcilier avec sa belle-sœur. À travers ces trois histoires, le film tisse un portrait d’une société en guerre contre l’idéologie toujours présente du génocide.

## Fiche technique
- Titre : Rwanda, les collines parlent
- Réalisation : Bernard Bellefroid
- Production : Véronique Marit (Direction de production), Luc et Jean-Pierre Dardenne (Producteurs délégués).
- Société de production : Dérives, Arte, WIP, RTBF avec l’aide du Centre du Cinéma et de l’Audiovisuel et les Télédistributeurs Wallons, de la Région wallonne et du Vlaams Audiovisueel Fonds.
- Son et montage son : Quentin Jacques
- Image : Gil Decamp
- Montage : Yannick Leroy
- Mixage : Loïc Collignon
- Pays d'origine : Belgique
- Format : Couleurs - Betacam digital
- Genre : Documentaire
- Durée : 50 minutes
- Dates de sortie : 2006